# Abdullah bin Muhammad Al asch-Schaich

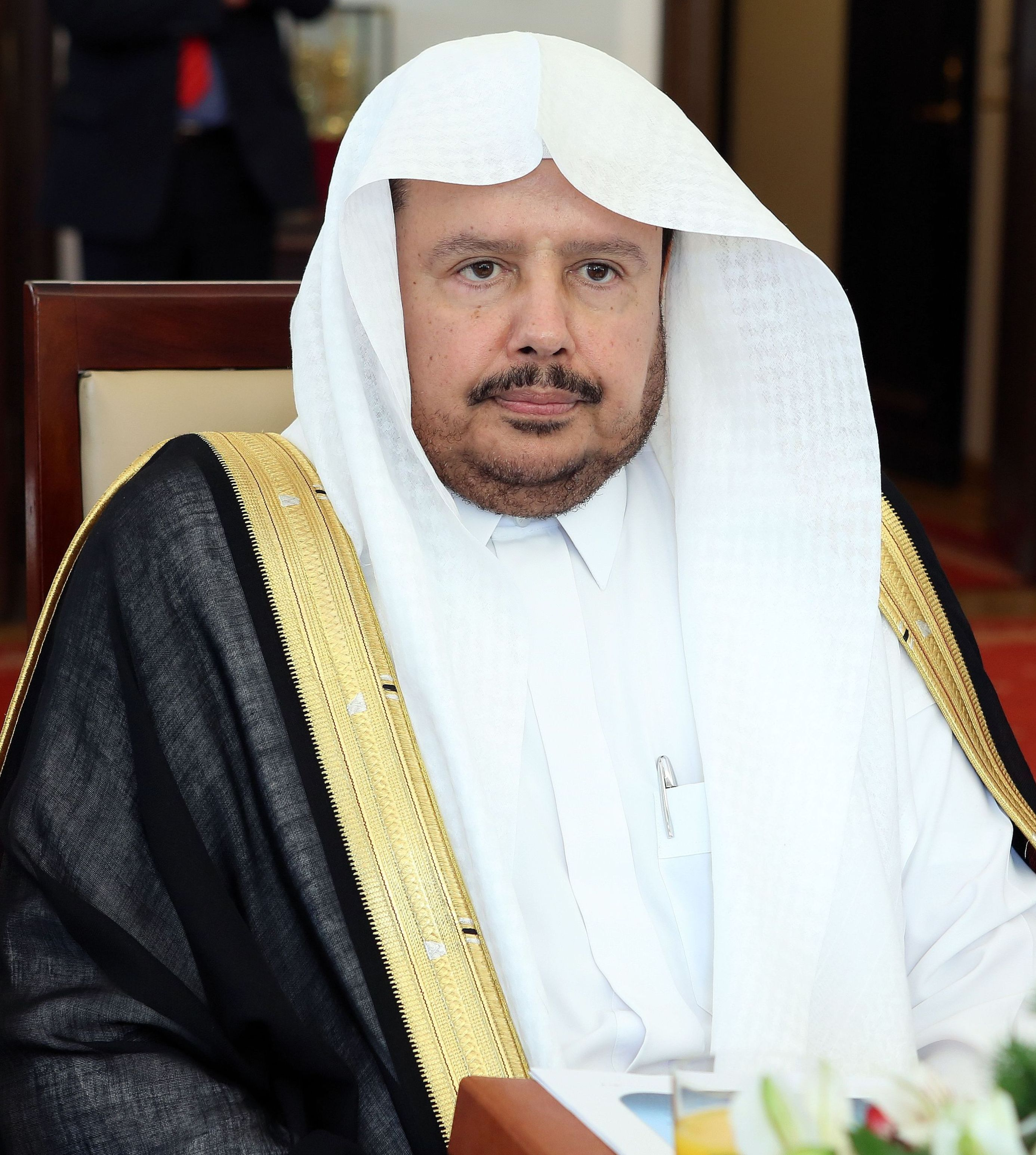
Abdullah bin Muhammad Al asch-Schaich

Abdullah bin Muhammad Al asch-Schaich (arabisch عبد الله بن محمد آل الشيخ; geboren 1948 in Dirʿiyya) ist ein saudi-arabischer Geistlicher und Politiker. Er ist derzeit Sprecher des Madschlis asch-Schura und einer der einflussreichsten Rechtsgelehrten seines Landes. Von 1992 bis 2009 war er saudi-arabischer Justizminister.
Er ist ein Sohn von Großmufti Muhammad ibn Ibrahim Al asch-Schaich aus der Familie Al asch-Schaich, den Nachkommen von Muhammad ibn Abd al-Wahhab. Er studierte bei seinem Vater Koranexegese und absolvierte ein Studium der Scharia in Riad am Shariah College, der späteren al-Imam-Universität, und an der Azhar-Universität in Kairo. 
Im November 1992 wurde er zum Justizminister von Saudi-Arabien ernannt, bis er im Februar 2009 durch Muhammad bin Abdul Karim Issa ersetzt und später zum Vorsitzenden der Madschlis asch-Schura ernannt wurde.